# Zalamédia
A Zalamédia a Zala-Lap Kft.-t, Zala-Média Bt.-t is magába foglaló cégcsoport, amely 5 újságot – több mint 60 ezer példányban – jelentet meg és 4 honlapot üzemeltet. Munkájukat több mint 200 velük folyamatosan együttműködő partnerük segíti.
Támogatóik között megtalálható Zalaegerszeg megyei jogú város, Hévíz város és Zalakaros város közgyűlése, a Zala Megyei Területfejlesztési Tanács, valamint számos települési önkormányzat és vállalkozás.

## Újságok
- Zalai Napló illetve Hévíz, Keszthely és Vidéke megjelenik 33. 500 példányban kétheti gyakorisággal
- ZalaEgerszeG  megjelenik hetente  26.100 példányban
- Karosi Krónika  megjelenik havonta 1.000 példányban
- ZalaErdő  megjelenik negyedévente   1.000 példányban

### Internetes portálok
A Zala Média online () tulajdonosa a Zala-Lap Kft. Ez a portál többek között három jelentősebb újságuk internetes változatát kínálja  az olvasóknak. A jelenlegi statisztikák szerint Zala megye egyik leglátogatottabb honlapja.
Ezen a portálon található a régió egyik legnagyobb programajánlója, állás és turisztikai rovata. Legújabb részlegük a Zalamédia ingatlan () a megyében található ingatlanközvetítőknek biztosít lehetőséget ajánlataik feltöltésére.
- A Karosikronika.hu  Zalakaros városának és környékének eseményeit viszi fel a világhálóra.
- A Zala-Lap Kft. információs szolgáltatója a Zalaegerszeg.hu  weblapnak.
- A közeli jövőben a cégcsoport egyik társasága teszi fel a világhálóra a Zalasport.hu honlapot is.